# Plein 1951
Plein 1951 is de naam van een aangelegd park in Wageningen in het district Nickerie in Suriname. Het park ligt ingeklemd tussen de Molenweg met daarlangs hotel De Wereld, het Kerkplein, de Charolaislaan en de Oranjelaan.
Het park werd op 25 juli 1974 feestelijk in gebruik genomen tijdens het 25-jarige jubileum van de plaats. Op dezelfde dag werd ook het monument 25 jaar SML onthuld. Het ontstaan van Wageningen en de SML (Stichting Machinale Landbouw) waren onlosmakelijk met elkaar verbonden. Onder de aanwezigen bevonden zich onder meer Emile Ensberg (waarnemend gouverneur van Suriname), Coen Ooft (minister van Binnenlandse Zaken) en de heer Bharos (districtscommissaris). Op de feestelijkheden was een groot deel van de bevolking afgekomen.
Koningin Juliana bezocht Wageningen in november 1955 en werd op Plein 1951 toegejuicht door vijfhonderd inwoners. Zij bezocht toen ook enkele boerenbedrijven.
In 2022 wees districtscommissaris Senrita Gobardhan het gebied rond het plein aan als trimgebied. Speciaal hiervoor sluit ze elke maandag, woensdag en vrijdag de wegen rondom het park vier uur lang af zodat bewoners vanaf vier uur 's middags tijd hebben om aan lichaamsbeweging te doen.